# Елизабет Олсен
Елизабет Олсен (енгл. Elizabeth Olsen; Лос Анђелес, 16. фебруар 1989) америчка је глумица. Позната је по улози Ванде Максимов / Гримизне Вештице у Марвеловом филмском универзуму.

## Каријера
Пажњу филмске јавности привукла је 2011. године дебитантском улогом у филму Марта Марси Меј Марлин која јој је донела номинације за бројна признања, међу којима се истиче Награда Спирит за најбољу глумицу у главној улози. Такође је тумачила главне улоге у хорору Тиха кућа (2011), романтичној комедији Слободне уметности (2012) и трилеру Тајно (2013). Године 2014. Олсенова је наступила у блокбастеру Годзила уз Брајана Кранстона и Арона Тејлора-Џонсона. Широј публици позната је по улози Ванде Максимов/Гримизне Вештице у филмовима Осветници: Ера Алтрона (2015), Капетан Америка: Грађански рат (2016), Осветници: Рат бескраја (2018), Осветници: Крај игре (2019) и Доктор Стрејнџ у мултиверзуму лудила (2022).

## Филмографија
| Улоге Елизабет Олсен |                                      |               |                                 | |
| Година               | Српски назив                         | Изворни назив | Улога                           | Напомена |
| 1994.                | Двострука невоља                     |               | девојчица у колима              | |
| 2011.                | Марта Марси Меј Марлин               |               | Марта                           | номинација - Награда Удружења телевизијских филмских критичара за најбољу глумицу у главној улози номинација - Награда Спирит за најбољу глумицу у главној улози номинација - Награда Сателит за најбољу глумицу у главној улози номинација - Награда Сатурн за најбољу глумицу (филм) номинација - Награда Удружења интернет филмских критичара за најбољу главну женску улогу |
| 2011.                | Тиха кућа                            |               | Сара                            | |
| 2011.                | Мир, љубав и неразумевање            |               | Зои                             | |
| 2012.                | Црвена светла                        |               | Сали Овен                       | |
| 2012.                | Слободне уметности                   |               | Зиби                            | |
| 2013.                | Убиј своје најдраже                  |               | Еди Паркер                      | |
| 2013.                | Веома добре девојке                  |               | Гери                            | |
| 2013.                | Стари момак                          |               | Мари Себастијан                 | |
| 2013.                | Тајно                                |               | Тереза Ракин                    | |
| 2014.                | Капетан Америка: Зимски војник       |               | Ванда Максимов/Гримизна Вештица | камео |
| 2014.                | Годзила                              |               | Ели Броди                       | |
| 2015.                | Осветници: Ера Алтрона               |               | Ванда Максимов/Гримизна Вештица | |
| 2015.                | Видео сам светлост                   |               | Одри Вилијамс                   | |
| 2016.                | Капетан Америка: Грађански рат       |               | Ванда Максимов/Гримизна Вештица | |
| 2017.                | Ветровита река                       |               |                                 | |
| 2018.                | Осветници: Рат бескраја              |               | Ванда Максимов/Гримизна Вештица | |
| 2019.                | Осветници: Крај игре                 |               | Ванда Максимов/Гримизна Вештица | |
| 2021.                | ВандаВизија                          |               | Ванда Максимов/Гримизна Вештица | ТВ серија |
| 2022.                | Доктор Стрејнџ у мултиверзуму лудила |               | Ванда Максимов/Гримизна Вештица | |
| 2023.                | Његове три кћери                     |               | Кристина                        | |
| 2023.                | Љубав и смрт                         |               | Кенди Монтгомери                | ТВ серија |
| 2023.                | Шта ако...?                          |               | Ванда Максимов/Гримизна Вештица | ТВ серија |

## Контроверзе
Олсен је Србију посетила 2012. током снимања филма In Secret (2013) у Београду. Након тога, као гошћа емисије Today Show, изјавила је: „Заправо, нема ничег јединствено српског, јер они тек око 13 година имају своју земљу. Они немају ништа своје, само узимају од оних који су у неком моменту заузели њихову земљу”. Ова изјава је наишла на изузетно негативан пријем у Србији, поготово због чињенице да је Гримизна Вештица, коју Олсен глуми, пореклом из Србије.
Српски медији су током 2021. пренели вест да је Олсен вероватно то изјавила због „огорчености јер јој је бивши вереник оженио Српкињу”, с обзиром да се глумац Бојд Холбрук оженио глумицом Татјана Пајковић, која је српског порекла.